# Pioneer (Luisiana)
Pioneer es una villa situada en la parroquia de West Carroll, Luisiana, Estados Unidos. Tiene una población estimada, a mediados de 2022, de 150 habitantes.

## Geografía
La localidad está ubicada en las coordenadas 32°44′17″N 91°26′17″O / 32.73806, -91.43806. Según la Oficina del Censo, tiene una superficie de 2.81 km², correspondientes en su totalidad a tierra firme.

## Demografía
Según el censo de 2020, en ese momento había 149 personas residiendo en la localidad. La densidad de población era de 53.02 hab./km². El 44.97% de los habitantes eran afroamericanos, el 40.94% eran blancos, el 3.36% eran amerindios, el 1.34% eran isleños del Pacífico, el 0.67% era de otra raza y el 8.72% eran de una mezcla de razas. Del total de la población, el 10.74% eran hispanos o latinos de cualquier raza.